# Reijo Paananen
Reijo Paananen, född 9 maj 1964 i Jyväskylä, var SDP:s partisekreterare åren 2012–2017. Han efterträdde Mikael Jungner på partikongressen i Seinäjoki år 2012.